# Communauté de communes Isle Double Landais
La communauté de communes Isle Double Landais (CCIDL) est une structure intercommunale française située dans le département de la Dordogne, en région Nouvelle-Aquitaine. Elle prend effet le 1er janvier 2014.

## Histoire
Le projet de fusion aboutissant à la communauté de communes Isle Double Landais a été acté par l'arrêté préfectoral no 121202 du 12 novembre 2012, et sa création, officialisée par l'arrêté no 2013147-0002 du 27 mai 2013, lui-même complété par l'arrêté no 2013282-0004 du 9 octobre 2013, est effective le 1er janvier 2014.
Elle est issue de la fusion de la communauté de communes Basse Vallée de l'Isle et de la communauté de communes Isle et Double. Ce nouvel ensemble comprend neuf communes, soit une  population municipale de 11 819 habitants au recensement de 2011, sur un territoire de 235,95 km2. Son siège social est implanté à Montpon-Ménestérol

## Administration
| Période                                  | Période    | Identité           | Étiquette | Qualité |
| ---------------------------------------- | ---------- | ------------------ | --------- | --- |
| Les données manquantes sont à compléter. |            |                    |           | |
| janvier 2014                             | avril 2014 | ?                  |           | |
| avril 2014 (réélu en juillet 2020)       | En cours   | Jean-Paul Lotterie | PS        | Maire de Montpon-Ménestérol (2008-2020) Adjoint à la maire de Montpon-Ménestérol (depuis 2020) Conseiller général du canton de Montpon-Ménestérol (2004-2014) Conseiller départemental du canton de Montpon-Ménestérol (depuis 2014) |

## Territoire communautaire

### Géographie physique
Située à l'ouest  du département de la Dordogne, la communauté de communes Isle Double Landais  regroupe 9 communes et présente une superficie de 236 km2.

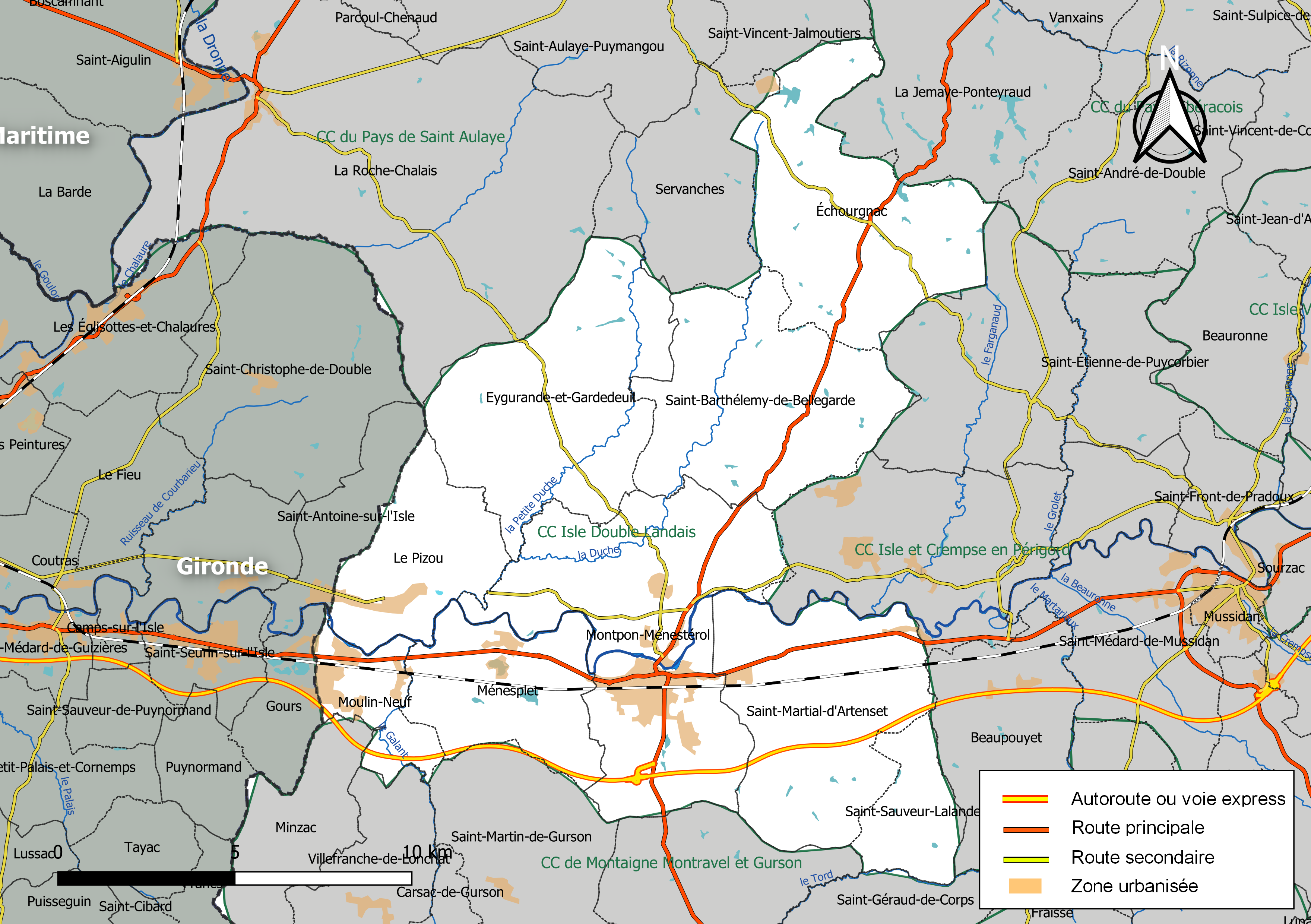
Carte de la communauté de communes Isle Double Landais au 1er janvier 2019.

### Composition

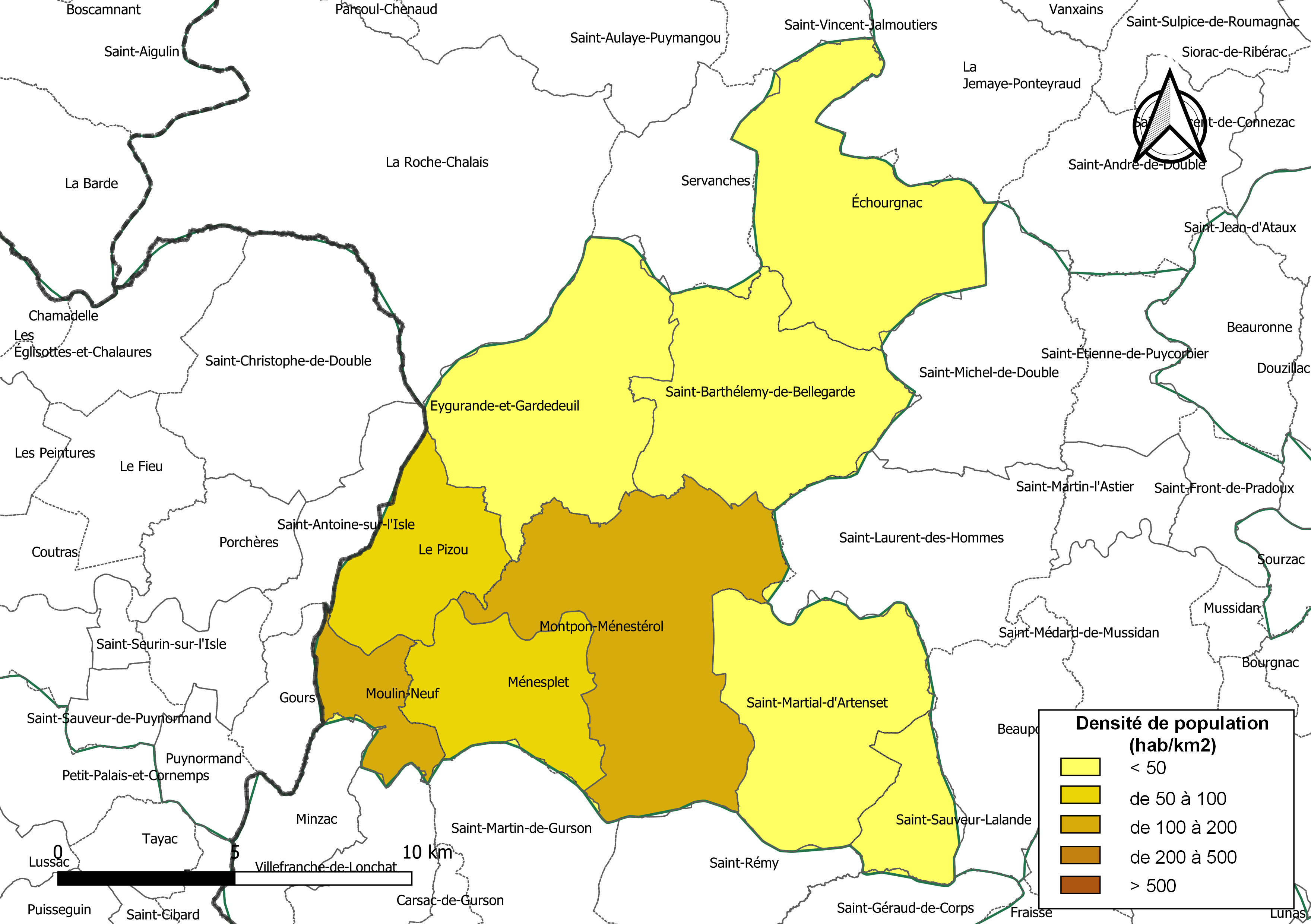
Carte des densités de population (millésimée 2016) des communes de la communauté de communes Isle Double Landais. Composition en communes au 1er janvier 2019.

La communauté de communes est composée des 9 communes suivantes :

| Nom                            | Code Insee | Gentilé           | Superficie (km2) | Population (dernière pop. légale) | Densité (hab./km2) |
| ------------------------------ | ---------- | ----------------- | ---------------- | --------------------------------- | ------------------ |
| Montpon-Ménestérol (siège)     | 24294      | Montponnais       | 46,34            | 5 845 (2022)                      | 126                |
| Échourgnac                     | 24159      | Échourgnacois     | 34,88            | 395 (2022)                        | 11                 |
| Eygurande-et-Gardedeuil        | 24165      | Eygurandais       | 35,62            | 407 (2022)                        | 11                 |
| Ménesplet                      | 24264      | Ménesplesiens     | 18,91            | 1 911 (2022)                      | 101                |
| Moulin-Neuf                    | 24297      | Moulinoviens      | 8,62             | 973 (2022)                        | 113                |
| Le Pizou                       | 24329      | Pizounais         | 17,02            | 1 416 (2022)                      | 83                 |
| Saint-Barthélemy-de-Bellegarde | 24380      |                   | 33,12            | 506 (2022)                        | 15                 |
| Saint-Martial-d'Artenset       | 24449      | Saint-Martialais  | 32,14            | 944 (2022)                        | 29                 |
| Saint-Sauveur-Lalande          | 24500      | Saint-Sauveuriens | 9,3              | 149 (2022)                        | 16                 |

### Démographie
Le tableau et le graphique ci-dessous correspondent au périmètre actuel de la communauté de communes Isle Double Landais, qui n'a été créée qu'en 2014.
| 1968   | 1975   | 1982   | 1990   | 1999   | 2008   | 2013   | 2019   |
| ------ | ------ | ------ | ------ | ------ | ------ | ------ | ------ |
| 10 509 | 10 726 | 10 845 | 10 732 | 10 596 | 11 652 | 11 938 | 12 202 |

## Représentation
À partir du renouvellement des conseils municipaux de mars 2014, le nombre de délégués siégeant au conseil communautaire est le suivant : six communes disposent de deux sièges. Les autres, plus peuplées, en ont plus (trois pour Le Pizou, quatre pour Ménesplet et treize pour Montpon-Ménestérol), ce qui fait un total de 32 conseillers communautaires. Cette composition est modifiée à compter des élections partielles de Ménesplet prévues les 25 septembre et 2 octobre 2016, les communes d'Eygurande-et-Gardedeuil et de Saint-Sauveur-Lalande n'ayant plus qu'un seul représentant au lieu de deux, ce qui fait un total de trente conseillers communautaires.
Au renouvellement des conseils municipaux de mars 2020, le conseil communautaire de la communauté de communes se compose de 28 délégués représentant chacune des communes membres et élus pour une durée de six ans.
Ils sont répartis comme suit :
| Nombre de délégués | Communes                              |
| ------------------ | ------------------------------------- |
| 13                 | Montpon-Ménestérol                    |
| 4                  | Ménesplet                             |
| 3                  | Le Pizou                              |
| 2                  | Moulin-Neuf, Saint-Martial-d'Artenset |
| 1                  | chacune des 4 autres communes         |

## Compétences
Les compétences harmonisées de la communauté de communes sont les suivantes :
Compétences obligatoires
- En matière de développement économique : aménagement, entretien et gestion de zones d'activité industrielle, commerciale, tertiaire, artisanale ou touristique qui sont d'intérêt communautaire ; actions de développement économique d'intérêt communautaire.
- En matière d'aménagement de l'espace communautaire : schéma de cohérence territoriale et schéma de secteur ; zones d'aménagement concerté d'intérêt communautaire.
- Création ou aménagement et entretien de voirie d'intérêt communautaire.
- Collecte et traitement des déchets des ménages et déchets assimilés.

Compétences supplémentaires
- Protection et mise en valeur de l'environnement :
  - contrôle des installations d'assainissement non collectif (SPANC) ;
  - protection et mise en valeur de l'environnement, dans le cadre des chartes et schémas départementaux ;
  - étude et travaux sur les cours d'eau situés sur le territoire intercommunal.
- Politique du logement et du cadre de vie :
  - plan local de l'habitat ;
  - opération programmée de l'habitat ou toute autre procédure s'y substituant ;
  - création et gestion des lotissements viabilisés d'intérêt communautaire ;
  - gestion des logements d'habitation d'intérêt communautaire.
- Action sociale :
  - portage des repas à domicile ;
  - aide à domicile.
- Aménagement numérique ainsi qu'il résulte de l'article L. 1425-1 du Code général des collectivités territoriales (CGCT).
- Politique de l'enfance et de la jeunesse : structures d'accueil petite enfance et jeunesse suivants :
  - crèches et haltes-garderies ;
  - accueils de loisirs sans hébergement ;
  - relais assistantes-maternelles.
- Construction, entretien et fonctionnement d'équipements culturels, sportifs et d'équipements de l'enseignement pré-élémentaire et élémentaire :
  - construction, entretien et fonctionnement des écoles maternelles et primaires ;
  - accueil des élèves avant et après les heures d'enseignement ;
  - cantines scolaires ;
  - transport scolaire.
- Maison de santé pluridisciplinaire sur la commune de Montpon-Ménestérol.
- Caserne de gendarmerie à Montpon-Ménestérol dans le cadre d'une convention avec la direction générale de la gendarmerie nationale.
- Accueil des gens du voyage : construction, entretien et gestion des aires d'accueil des gens du voyage du territoire communautaire.